# Coppa delle Coppe 1984-1985
La Coppa delle Coppe 1984-1985 è stata la 25ª edizione della competizione calcistica europea Coppa delle Coppe UEFA, a cui non aderì l'Albania. Vide per la prima volta nella sua storia la vittoria dell'Everton che batté in finale il Rapid Vienna. Il club inglese non avrebbe giocato la stagione successiva perché avrebbe dovuto entrare nella più prestigiosa Coppa dei Campioni avendo vinto anche il campionato, ma in ogni caso in seguito alla strage dell'Heysel l'UEFA bandì le squadre inglesi dalle proprie competizioni a tempo indeterminato, e dunque il club non giocò neppure la Supercoppa europea contro la Juventus, annullata.

## Sedicesimi di finale
| Squadra 1                  | Totale      | Squadra 2       | Andata | Ritorno |
| -------------------------- | ----------- | --------------- | ------ | ------- |
| Bayern Monaco              | 6 - 2       | Moss            | 4 - 1  | 2 - 1   |
| Trakia Plovdiv             | 5 - 1       | Lussemburgo     | 4 - 0  | 1 - 1   |
| Roma                       | 1 - 0       | Steaua Bucurest | 1 - 0  | 0 - 0   |
| Wrexham                    | 4 - 4 (gfc) | Porto           | 1 - 0  | 3 - 4   |
| Inter Bratislava           | 2 - 1       | Kuusysi Lahti   | 2 - 1  | 0 - 0   |
| University College Dublino | 0 - 1       | Everton         | 0 - 0  | 0 - 1   |
| KB                         | 0 - 3       | Fortuna Sittard | 0 - 0  | 0 - 3   |
| Wisła Cracovia             | 7 - 3       | ÍBV             | 4 - 2  | 3 - 1   |
| Malmö FF                   | 3 - 4       | Dynamo Dresda   | 2 - 0  | 1 - 4   |
| Metz                       | 6 - 5       | Barcellona      | 2 - 4  | 4 - 1   |
| Rapid Vienna               | 5 - 2       | Beşiktaş        | 4 - 1  | 1 - 1   |
| Gent                       | 1 - 3       | Celtic          | 1 - 0  | 0 - 3   |
| Siófoki Bányász            | 1 - 3       | Larissa         | 1 - 1  | 0 - 2   |
| Apoel Nicosia              | 1 - 6       | Servette        | 0 - 3  | 1 - 3   |
| Dynamo Mosca               | 6 - 2       | Hajduk Split    | 1 - 0  | 5 - 2   |
| Ballymena United           | 1 - 3       | Ħamrun Spartans | 0 - 1  | 1 - 2   |

## Ottavi di finale
| Squadra 1        | Totale | Squadra 2       | Andata | Ritorno |
| ---------------- | ------ | --------------- | ------ | ------- |
| Bayern Monaco    | 4 - 3  | Trakia Plovdiv  | 4 - 1  | 0 - 2   |
| Roma             | 3 - 0  | Wrexham         | 2 - 0  | 1 - 0   |
| Inter Bratislava | 0 - 4  | Everton         | 0 - 1  | 0 - 3   |
| Fortuna Sittard  | 3 - 2  | Wisła Cracovia  | 2 - 0  | 1 - 2   |
| Dynamo Dresda    | 3 - 1  | Metz            | 3 - 1  | 0 - 0   |
| Rapid Vienna     | 4 - 1  | Celtic          | 3 - 1  | 1 - 0*  |
| Larissa          | 3 - 1  | Servette        | 2 - 1  | 1 - 0   |
| Dynamo Mosca     | 6 - 0  | Ħamrun Spartans | 5 - 0  | 1 - 0   |

*Gara originariamente terminata 0-3 con conseguente qualificazione del Celtic, ma venne fatta ripetere in quanto la UEFA accolse il ricorso del Rapid Vienna che reclamava il fatto che un loro giocatore fosse stato colpito da un oggetto lanciato dalle tribune. La ripetizione si giocò sul neutro di Manchester e vide vincere il Rapid per 1-0.

## Quarti di finale
| Squadra 1     | Totale | Squadra 2       | Andata | Ritorno |
| ------------- | ------ | --------------- | ------ | ------- |
| Bayern Monaco | 4 - 1  | Roma            | 2 - 0  | 2 - 1   |
| Everton       | 5 - 0  | Fortuna Sittard | 3 - 0  | 2 - 0   |
| Dynamo Dresda | 3 - 5  | Rapid Vienna    | 3 - 0  | 0 - 5   |
| Larissa       | 0 - 1  | Dynamo Mosca    | 0 - 0  | 0 - 1   |

## Semifinali
| Squadra 1     | Totale | Squadra 2    | Andata | Ritorno |
| ------------- | ------ | ------------ | ------ | ------- |
| Bayern Monaco | 1 - 3  | Everton      | 0 - 0  | 1 - 3   |
| Rapid Vienna  | 4 - 2  | Dinamo Mosca | 3 - 1  | 1 - 1   |

## Finale
| Arbitro: | Paolo Casarin |

|                                |           |            |
| Gray 55’ Steven 72’ Sheedy 85’ | Marcatori | Krankl 83’ |

| Everton | Rapid Vienna |

| Everton        |    |                       |
|                |    |                       |
| POR            | 1  | Neville Southall      |
| DIF            | 2  | Michael Gary Stevens  |
| DIF            | 3  | Patrick van den Hauwe |
| DIF            | 4  | Kevin Ratcliffe (C)   |
| DIF            | 5  | Derek Mountfield      |
| CEN            | 6  | Peter Reid            |
| CEN            | 7  | Trevor Steven         |
| ATT            | 8  | Graeme Sharp          |
| ATT            | 9  | Andy Gray             |
| CEN            | 10 | Paul Bracewell        |
| CEN            | 11 | Kevin Sheedy          |
| Allenatore:    |    |                       |
| Howard Kendall |    |                       |

| Rapid Vienna  |    |                  |  |     |
|               |    |                  |  |     |
| POR           | 1  | Michael Konsel   |  |     |
| DIF           | 2  | Leopold Lainer   |  |     |
| DIF           | 3  | Kurt Garger      |  |     |
| DIF           | 4  | Karl Brauneder   |  |     |
| DIF           | 5  | Heribert Weber   |  |     |
| CEN           | 6  | Reinhard Kienast |  |     |
| CEN           | 7  | Zlatko Kranjčar  |  |     |
| CEN           | 8  | Peter Hrstic     |  |     |
| ATT           | 9  | Hans Krankl (C)  |  |     |
| CEN           | 10 | Rudolf Weinhofer |  | 67’ |
| ATT           | 11 | Peter Pacult     |  | 60’ |
| Sostituzioni: |    |                  |  |     |
| ATT           | 15 | Johann Gross     |  | 60’ |
| CEN           | 13 | Antonín Panenka  |  | 67’ |
| Allenatore:   |    |                  |  |     |
| Otto Barić    |    |                  |  |     |